# Jonathan Ruiz Llaga
Jonathan Ruiz Llaga (Écija, provincia de Sevilla, 2 de abril de 1982) es un futbolista español que juega como mediocentro en el Salerm Puente Genil de la Tercera RFEF.

## Trayectoria
Formado en las categorías inferiores del Écija Balompié, fichó en 2003 por el Sevilla F. C., militando en su filial cinco temporadas. En 2008, ficha por su club actual, la Sociedad Deportiva Ponferradina, en la que lleva ocho temporadas y con la que tiene contrato hasta 2017. El jugador, que era uno de los capitanes del equipo, fue partícipe de dos ascensos a Segunda División con el conjunto berciano y era el miembro de la anterior plantilla con más temporadas como blanquiazul. Para la temporada 17/18 volvió al Écija Balompié, de vuelta a Segunda B

## Clubes
| Club              | Categoría          | País   | Año       | Partidos | Goles |
| ----------------- | ------------------ | ------ | --------- | -------- | ----- |
| Écija Balompié    | Segunda División B | España | 2000-2001 | 8        | 0     |
| Écija Balompié    | Segunda División B | España | 2001-2002 | 24       | 0     |
| Écija Balompié    | Segunda División B | España | 2002-2003 | 32       | 3     |
| Sevilla Atlético  | Segunda División B | España | 2003-2004 | 27       | 1     |
| Sevilla Atlético  | Segunda División B | España | 2004-2005 | 33       | 1     |
| Sevilla Atlético  | Segunda División B | España | 2005-2006 | 32       | 1     |
| Sevilla Atlético  | Segunda División B | España | 2006-2007 | 19       | 0     |
| Sevilla Atlético  | LaLiga2            | España | 2007-2008 | 39       | 0     |
| S.D. Ponferradina | Segunda División B | España | 2008-2009 | 32       | 0     |
| S.D. Ponferradina | Segunda División B | España | 2009-2010 | 37       | 2     |
| S.D. Ponferradina | LaLiga2            | España | 2010-2011 | 33       | 0     |
| S.D. Ponferradina | Segunda División B | España | 2011-2012 | 41       | 4     |
| S.D. Ponferradina | LaLiga2            | España | 2012-2013 | 41       | 2     |
| S.D. Ponferradina | LaLiga2            | España | 2013-2014 | 41       | 2     |
| S.D. Ponferradina | LaLiga2            | España | 2014-2015 | 40       | 1     |
| S.D. Ponferradina | LaLiga2            | España | 2015-2016 | 31       | 0     |
| S.D. Ponferradina | Segunda División B | España | 2016-2017 | 21       | 1     |
| Écija Balompié    | Segunda División B | España | 2017-2018 | 12       | 0     |